# Jack Wagner
Jack Wagner (Washington, 3 oktober 1959) is een Amerikaanse acteur.

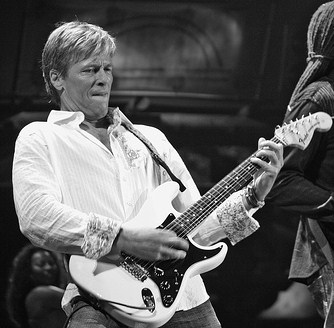
Wagner als muzikant.

## Carrière

### Acteur
Wagner verscheen voor het eerst als acteur in 1982 in de soapserie A New Day in Eden.
Zijn bekendste rol is die van Frisco Jones in de soapserie General Hospital (1983-1991, 1994-1995, 2013).
In Nederland en België is hij vooral bekend van de serie "Melrose Place" waar hij van 1994 tot 1999 dokter Peter Burns speelde. Van 1991 tot 1993 speelde hij Warren Lockridge in Santa Barbara. Van 2003 tot 2012 was hij ook te zien in de soap The Bold and the Beautiful waar hij de rol van Nick Marone speelde.
Sinds 2014 speelt hij de rol van Bill Avery in de serie When Calls the Heart. Wagner heeft ook een rol in de Wedding March-films.
Wagner werd twee keer voor een Emmy Award genomineerd voor beste acteur, zowel in General Hospital als in The Bold and the Beautiful.

### Muzikant
Naast acteur is Jack Wagner ook gitarist. Hij heeft in totaal zes albums uitgebracht. In 1985 kwam zijn ballad "All I Need" hoog in de Billboard-hitlijsten.

## Privé
Wagner was getrouwd met soapactrice Kristina Wagner, maar in 2005 vroegen ze de scheiding aan.

## Filmografie
- Play Murder for Me (1990)
- Artificial Lies (2000)
- Cupid's Prey (2003)
- Falling for Christmas (2022)

## Televisieseries
- A New Day in Eden (1982)
- General Hospital (1983-1991, 1994-1995, 2013)
- Santa Barbara (1991-1993), 64 afleveringen
- Melrose Place (1994-1999), 139 afleveringen
- Sunset Beach (1997), 3 afleveringen
- Titans (2000-2001), 9 afleveringen
- The Bold and the Beautiful (2003-2012), 1334 afleveringen
- When Calls the Heart (2014-heden), 61 afleveringen
- The Wedding March (2016)

* Exclusief eenmalige rollen

## Discografie
- All I Need (1984)
- Lighting Up the Night (1985)
- Don't Give Up Your Day Job (1987)
- Alone in the Crowd (1993)
- On The Porch (2005)
- Dancing in the Moonlight (2018)